# Microcharops brasiliensis
Microcharops brasiliensis là một loài tò vò trong họ Ichneumonidae.